# Borgo Castello (Calitri)
Borgo Castello è un borgo di Calitri (Avellino), sede del Museo della ceramica. È situato su una collina a 651,00 m s.l.m..

## Storia
L'esistenza del castello di Caletrum è accertata intorno alla metà XIII secolo da documenti riferiti ad alcuni interventi di riparazione eseguiti nell'ambito del programma federiciano di rafforzamento e adeguamento delle strutture difensive appartenenti al demanio imperiale.
Dall'occupazione Angioina il Castrum di Calitri rientrava tra i circa quaranta castelli agibili esistenti nel giustizierato del Principato e Terra Beneventana.
Ne mantenne il possesso per 3 secoli la famiglia dei Gesualdo, che lo acquistò nel 1304; appartenne ai Ludovisi per un breve periodo, nel XVII secolo, passò infine ai Mirelli nel 1676, che detennero il dominio dell'intero feudo
fino al 1806.

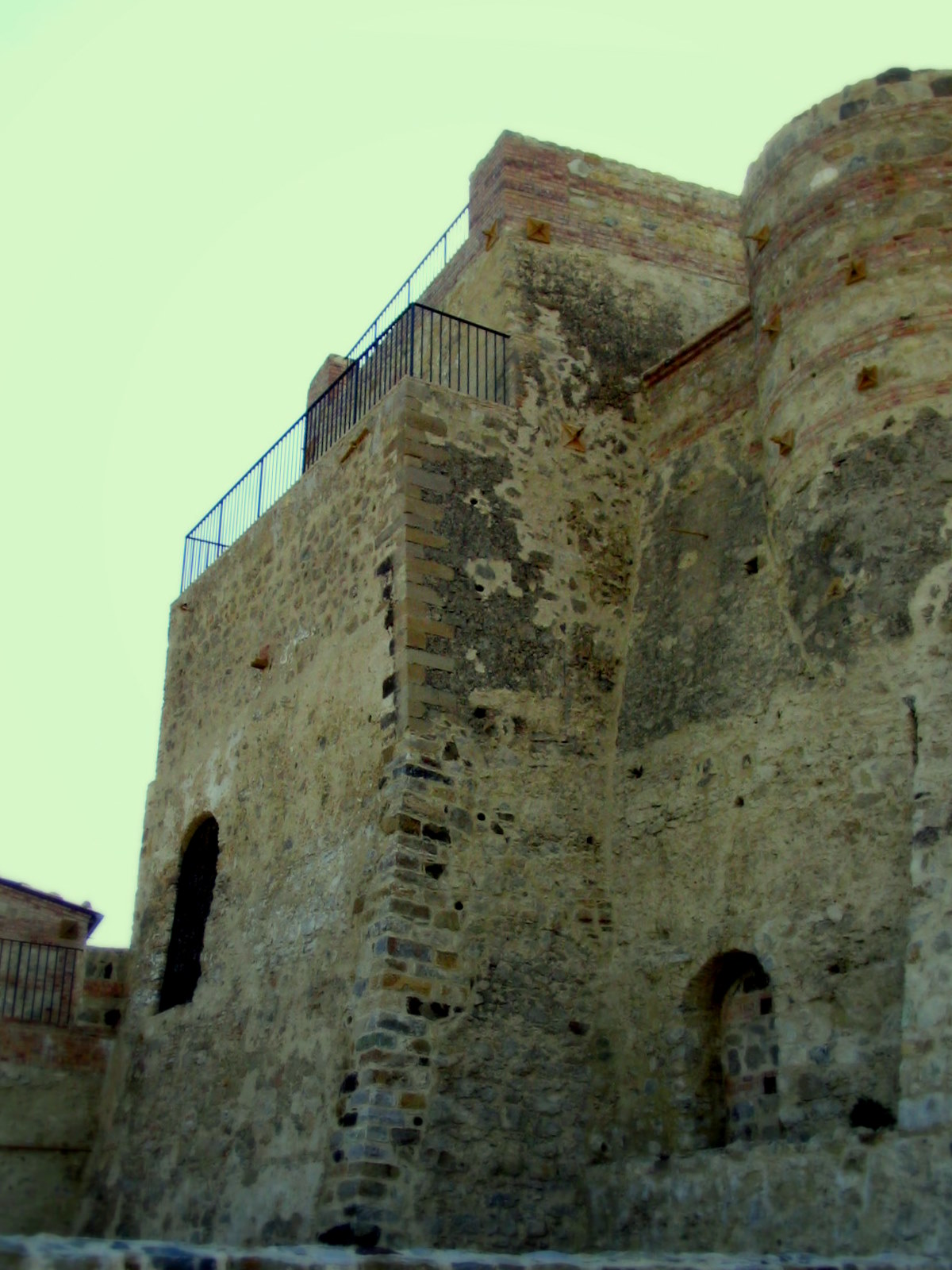
Torri e bastioni di Borgo Castello

Con il susseguirsi di innumerevoli eventi sismici, nell'arco di quasi un millennio, il castello ha subito continue e ripetute trasformazioni dovute a crolli, ristrutturazioni e ampliamenti, fino al grande terremoto del 1694 che determinò l'abbandono dei ruderi dell'edificio fortificato sulla cima della collina, lasciando così il sito e l'intera area ad uso di cava a cielo aperto con grandi accumuli di macerie e materiali di vario genere (pietre lavorate arenarie e conglomeratiche, calcaree o brecce, come resti di colonne o lesene, gradoni, architravi, archi, ornie davanzali, portali, ma anche tegole, coppi, mattoni e piastrelle, terrecotte e manufatti laterizi comunemente usati, ecc.),divenuta in un breve volgere di anni, tra la fine del XVII e e la metà del XVIII secolo, un popoloso borgo contadino edificato sui resti delle vecchie fabbriche medioevali, riutilizzandone le parti murarie residue con audaci recuperi strutturali e il riuso dei materiali e determinando in effetti nuovi spazi edilizi ed urbani. Queste nuove trasformazioni, sovrapponendosi ed integrandosi alle preesistenze strutturali, obliterarono così sia i resti della roccaforte medioevale che quelli del palatium cinquecentesco e delle strutture ad esso pertinenti (cisterna per la raccolta dell'acqua piovana, frantoio, etc.), e tutti i diversi ampliamenti stratificati che si erano succeduti per diversi secoli. Così la vecchia poderosa fortificazione normanna divenne un borgo, ovvero un quartiere popolare, attestato nel cuore del tessuto urbano del complesso insediamento abitativo.
Dopo l'unità d'Italia la storia si confonde con quella di tanti altri centri dell'Italia meridionale. IL brigantaggio, emigrazione, latifondismo baronale, lotte per la spartizione delle terre.Infatti nel 1861 fu conquista del brigante lucano Carmine Crocco e i suoi uomini.
Devastante, infine, l'ultimo evento catastrofico che ha colpito duramente il paese: il sisma del 23 novembre 1980. Gli enormi danni agli edifici, al tessuto urbano e ad un intero settore delle massicce murature sulle Ripe ed alle case ad esse attaccate, hanno determinato l'abbandono definitivo della zona da parte degli abitanti; l'intera parte alta del centro storico, dichiarata inagibile e non idonea al recupero residenziale, è rimasta per molti anni esposta all'incuria e al degrado, al saccheggio e allo spoglio del patrimonio edilizio ed urbano, all'azione degli agenti atmosferici, che hanno prodotto continui ed irreversibili crolli e sprofondamenti. Particolarmente insidiose le gelide notti del lungo inverno tra il 1988 e 1989, che determinarono ulteriori distacchi e crolli; ampi tratti delle murature medioevali a picco sul costone e parti della stessa collina, con la caratteristica edilizia che ne era parte integrante ed organica (grotte, cantine, case ecc.),precipitarono a valle irrimediabilmente.
Cominciati i lavori di restauro nei primi anni 90, con interventi di salvataggio e ancoraggio del muraglione nord del terrapieno ai piedi del castrum (li dove sorgeva il giardino con cappella e pozzo, il quale attingeva l'acqua dall'enorme cisterna) e proseguiti a singhiozzo sul lato nord-ovest, per la creazione del museo della ceramica. I lavori per l'ampliamento ed esecuzione del progetto di recupero a nuova destinazione d'uso del borgo, sono stati ripresi nel 2005 e parzialmente terminati nel 2008. Tali lavori sono stati effettuati da una sinergica collaborazione della Soprintendenza per i Beni Architettonici e Paesaggistici per il Patrimonio Storico Artistico ed Etnoantropologico (ex BAPPSAE ora BAP e BSAE) di Salerno e Avellino ed il Comune.
Dando vita e spazio alla valorizzazione della cultura, e tutte le sue forme di approccio e studio, l'area è divenuta di interesse pubblico; ospita spazi per eventi, presentazioni, mostre o d'esposizione, inoltre visite guidate e gite, anche grazie alla operosità dei suoi volontari.
Negli ultimi anni al suo interno il Borgo Castello ha ospitato iniziative di vario genere con mostre ed esposizioni d'interesse storico e artistico e culturale in genere promosse dal MiBAC,in particolare dalla Soprintendenza per i BSAE, come l'apertura al pubblico degli spazi del 'trapetum' (suggestioni di un antico luogo di lavoro) e del 'lapidarium' (il fascino discreto delle pietre) e di sezioni espositive sulla ceramica antica medioevale e moderna.